# Stephan Leyhe
Stephan Leyhe (* 5. Januar 1992 in Volkmarsen) ist ein ehemaliger deutscher Skispringer. Seine größten Erfolge waren der Weltmeistertitel im Mannschaftswettbewerb bei den Nordischen Skiweltmeisterschaften 2019, der Gewinn der Silbermedaille im Mannschaftswettbewerb bei den Olympischen Winterspielen 2018 in Pyeongchang, sowie der dritte Platz bei der Vierschanzentournee 2018/19.

## Werdegang
Sein internationales Debüt gab Leyhe als 14-Jähriger bei FIS-Rennen Ende September 2006 in Oberstdorf. 2007 gewann er die Deutschlandpokal-Gesamtwertung. Am 4. August 2007 startete er im Alter von nur 15 Jahren erstmals im Skisprung-Continental-Cup. Im Sommerspringen von Oberstdorf belegte er am Ende den 40. Rang. Auch im zweiten Springen lag er mit Platz 52 deutlich hinter den Punkterängen. Während der Saison 2007/08 sammelte Leyhe Erfahrungen bei FIS-Rennen in ganz Europa und erreichte dabei mehrfach Top-10-Platzierungen. Im Februar 2008 wurde er Deutscher Jugendmeister. Ebenfalls wurde er OPA-Meister im Einzel und erreichte bei den OPA-Spielen den dritten Rang mit der Mannschaft. Nachdem er im März im Alpencup erneut auf dem Podium gestanden war und das Springen in Bois-d’Amont gewonnen hatte, gehörte er in der folgenden Saison fest zum Kader im Alpencup. Obwohl er erneut die Deutschlandpokal-Gesamtwertung gewinnen konnte, blieb er im Alpencup chancenlos. Beste Platzierung war ein 26. Platz in Predazzo.
Nach einem kurzen Ausflug im FIS Cup im Januar 2009 in Lauscha, wo er überraschend Zehnter wurde, startete er im Februar und März erfolgreich bei Junioren-Wettbewerben. Daraufhin bekam er zum Saisonende am 22. März 2009 in Kuusamo erneut die Chance im Continental Cup an den Start zu gehen und sprang auf Anhieb auf den 28. Platz und gewann damit seine ersten Continental-Cup-Punkte. Auch im zweiten Springen erreichte er diesen Platz. Damit konnte er am Ende mit sechs Punkten den 148. Platz der Gesamtwertung erreichen.
Im Sommer 2009 verpasste er beim Continental Cup im slowenischen Kranj die Punkteränge deutlich. Nach zwei Punktsiegen im FIS Cup in Oberwiesenthal konnte er im Alpencup-Springen in Einsiedeln mit Platz vier fast das Podium erreichen. Nachdem er auch zu Beginn der Wintersaison 2009/10 im Alpencup gute Ergebnisse gezeigt hatte, erhielt er im Dezember in Engelberg erneut einen Startplatz im Continental Cup. Dabei blieb er zwar erneut ohne Punkte, konnte aber nach zwei weiteren guten Ergebnissen im Alpencup, in Titisee-Neustadt mit dem 19. Platz gute Continental-Cup-Punkte gewinnen. Auch in Bischofshofen landete er unter den besten zwanzig.
Bei den Nordischen Junioren-Skiweltmeisterschaften 2010 in Hinterzarten erreichte Leyhe im Einzelspringen den 22. Rang und gewann mit der Mannschaft im Teamspringen die Silbermedaille. Kurz darauf wurde er erneut Deutscher Jugendmeister. Am 2. Februar 2010 startete er in Klingenthal zur Weltcup-Qualifikation im Rahmen der FIS-Team-Tour 2010, verpasste aber mit dem 42. Platz den Sprung in den Wettbewerb nur knapp. Gut zwei Wochen später konnte er in Brotterode erneut im Continental Cup punkten und konnte nach weiteren guten Ergebnissen die Saison auf dem 67. Platz der Continental-Cup-Gesamtwertung abschließen.
Nachdem er in Garmisch-Partenkirchen beim Sommer-Continental Cup erneut ohne Chance geblieben war, startete er bis Mitte Dezember 2010 erneut im Alpencup, wo er das erste Springen in Seefeld in Tirol gewinnen konnte. In den beiden folgenden Continental-Cup-Springen in Engelberg gewann Leyhe wieder Punkte, musste sich aber mit den hintersten Punkterängen zufriedengeben. Bei den Nordischen Junioren-Skiweltmeisterschaften 2011 im estnischen Otepää gewann er nach 2010 seine zweite Silbermedaille gemeinsam mit Richard Freitag, Marinus Kraus und Daniel Wenig im Teamspringen und sprang im Einzelspringen auf den 48. Platz. Nach den Junioren-Weltmeisterschaften wurde er von seiner Schule, der Uplandschule Willingen als „Eliteschüler des Jahres“ ausgezeichnet.
Leyhe zog nach seinem Abitur an der Uplandschule Willingen 2011 nach Hinterzarten und wurde dort einige Zeit lang von Stefan Horngacher trainiert. Im Sommer 2011 startete Leyhe erneut im Sommer-Continental Cup und konnte dabei im Springen von Stams auch erstmals auf Matten punkten. Auch in Klingenthal gelang ihm dies erneut. Daraufhin wurde Leyhe fest im Continental-Cup-Kader verankert und sprang auch beim Wintersaison-Auftakt in Rovaniemi mit Platz 18 auf Anhieb unter die besten zwanzig. Nach eher wechselhaften Ergebnissen bekam er am 10. Februar 2012 in seiner Heimat Willingen als Nachrücker für den erkrankten Michael Neumayer die Chance an der Qualifikation zum Weltcup-Springen teilzunehmen, verpasste diese aber um zwei Plätze und wurde am Ende 42.
Im Anschluss daran startete er als Hoffnungsträger des deutschen Teams bei den Nordischen Junioren-Skiweltmeisterschaften 2012 im türkischen Erzurum. Dabei konnte er jedoch mit einem 15. Platz im Einzel und dem fünften Platz im Teamspringen nur bedingt überzeugen, nachdem er ja 2010 und 2011 Silber gewonnen hatte. Auch im Continental Cup verlief es im Anschluss nicht gut für Leyhe, so dass er im März noch einmal für zwei Springen in den FIS-Cup zurückwechselte. Die Continental-Cup-Saison 2011/12 beendete er auf dem 115. Platz der Gesamtwertung.
Nachdem Leyhe im Juli 2012 in Kranj mit dem neunten Platz erstmals im Continental Cup unter die besten zehn gesprungen war, konnte er am 9. September 2012 in Lillehammer das erste Continental-Cup-Podest seiner Karriere erreichen. Noch vor diesem dritten Platz hatte er am Vortag bereits mit Platz vier nur knapp das Podest verpasst. Im Oktober trat er erstmals zur Qualifikation im Rahmen des Skisprung-Grand-Prix an, musste sich aber nach erfolgreicher Qualifikation mit dem 33. Rang und damit ohne Punkte auf dem Heimweg begeben.
In die Saison 2012/13 startete er mit guten Ergebnissen und mehreren Punktgewinnen. Im Januar 2013 verpasste er in Bischofshofen mit dem vierten Platz sein zweites Continental-Cup-Podium nur knapp. Ende Februar 2013 gewann er das FIS-Cup-Springen in Kranj.
Nachdem er in der Saison 2014/15 sein erstes Continental-Cup-Springen am 12. Dezember 2014 im norwegischen Rena gewonnen hatte, nominierte ihn Werner Schuster für die beiden Weltcupspringen in Engelberg. Dort sammelte Stephan Leyhe mit den Plätzen 13. und 22. seine ersten Weltcuppunkte. Seitdem ist er Bestandteil der deutschen Weltcup-Mannschaft. Bei seiner ersten Vierschanzentournee belegte Leyhe den 14. Platz in der Gesamtwertung.
Am 7. August 2015 gewann Leyhe in Hinterzarten zusammen mit Severin Freund, Andreas Wellinger und Andreas Wank erstmals ein Mannschaftsspringen im Rahmen des Sommer-Grand-Prix. Am 17. Januar 2016 gewann er zusammen mit Severin Freund, Richard Freitag und Andreas Wellinger die Silbermedaille beim Teamwettbewerb der Skiflug-WM am Kulm, nachdem er im Einzelwettbewerb den 19. Rang belegt hatte.
Am 15. Februar 2017 erreichte er im südkoreanischen Pyeongchang mit dem fünften Platz sein bis dahin bestes Weltcup-Ergebnis im Einzel. Bei den Nordischen Skiweltmeisterschaften 2017 im finnischen Lahti belegte er in den Einzelwettbewerben den 13. Platz auf der Normalschanze und den 16. Rang auf der Großschanze. Mit der Mannschaft wurde er Vierter auf der Großschanze.
Am 29. Juli 2017 erzielte Leyhe in Hinterzarten als Zweiter hinter Dawid Kubacki seinen ersten Einzel-Podestplatz im Sommer-Grand-Prix. Bei der Skiflug-Weltmeisterschaft 2018 in Oberstdorf belegte er den 20. Platz im Einzel- und den vierten Platz im Mannschaftswettbewerb. Bei den Olympischen Winterspielen 2018 in Pyeongchang kam er bei den Einzelspringen nicht zum Einsatz. Vor dem abschließenden Wettbewerb setzte er sich in einem internen Ausscheidungsspringen gegen Markus Eisenbichler durch und gewann zusammen mit Karl Geiger, Richard Freitag und Andreas Wellinger hinter Norwegen die Silbermedaille mit der Mannschaft. Dafür wurde er am 7. Juni 2018 mit dem Silbernen Lorbeerblatt ausgezeichnet.
Zum Auftakt der Weltcup-Saison 2018/19 erreichte Leyhe beim Springen in Wisła als Zweiter seinen ersten Podestplatz. Auch bei den anschließenden Weltcupspringen erzielte er überwiegend gute Ergebnisse. Bei der Vierschanzentournee bestätigte Leyhe seine gute Form. Ohne bei den Einzelspringen (13., 7., 4., 4.) auf dem Siegerpodest gestanden zu haben, reichte es zum dritten Platz in der Gesamtwertung. Bei den Weltmeisterschaften 2019 in Seefeld in Tirol gewann er mit seinen Mannschaftskameraden Karl Geiger, Richard Freitag und Markus Eisenbichler den Weltmeistertitel im Mannschaftswettbewerb. Im Einzelwettbewerb von der Normalschanze wurde er Sechster.
Am 8. Februar 2020 gewann Leyhe sein erstes Weltcupspringen auf der Mühlenkopfschanze in Willingen. Nachdem er bereits die Qualifikation gewonnen hatte und das zweite Einzelspringen hatte abgesagt werden müssen, gewann er zudem die Gesamtwertung des Willingen Five 2020 und erhielt somit ein Preisgeld in Höhe von 25.000 Euro. Bei einem Sturz im Prolog der Raw Air 2020 in Trondheim zog sich Leyhe einen Abriss des vorderen Kreuzbandes und Einrisse der beiden Menisken im linken Knie zu. Aufgrund des Saisonabbruchs als Reaktion auf die COVID-19-Pandemie belegte Leyhe dennoch den fünften Rang in der Raw-Air-Gesamtwertung sowie den sechsten Platz in der Gesamtweltcupwertung. Im Rahmen der deutschen Meisterschaften 2020 in Oberstdorf gab Bundestrainer Stefan Horngacher bekannt, dass Leyhe in der gesamten Saison 2020/21 keine Wettkampfsprünge absolvieren und so die Nordischen Skiweltmeisterschaften im eigenen Land verpassen würde. Im März 2021 kehrte Leyhe in Hinterzarten auf die Schanze zurück und absolvierte die ersten Trainingssprünge nach seiner Verletzung. Beim Auftakt in den Grand Prix Mitte Juli in Wisła gelang Leyhe am zweiten Wettkampftag der Sprung in die Punkteränge. Sein bestes internationales Sommerergebnis des Jahres stellte der 13. Rang in Hinzenbach dar. Schließlich schloss er den Grand Prix auf dem 44. Platz der Gesamtwertung ab. Mitte Oktober wurde Leyhe bei den deutschen Meisterschaften in Oberhof hinter Karl Geiger Vizemeister.
Bei den Olympischen Winterspielen 2022 in Peking belegte er im Einzelwettbewerb von der Normalschanze den 24. Platz. Er gewann zudem die Bronzemedaille gemeinsam mit Constantin Schmid, Markus Eisenbichler und Karl Geiger im Teamwettbewerb von der Großschanze. Bei den Nordischen Skiweltmeisterschaften 2023 in Planica wurde er jedoch nicht für das deutsche Aufgebot berücksichtigt.
Zum Beginn der Saison 2023/24 belegte Leyhe in Ruka als Dritter den ersten Podestplatz nach seinem Kreuzbandriss. Im Januar 2024 gewann er im Teamwettbewerb bei der Skiflug-WM am Kulm gemeinsam mit Pius Paschke, Karl Geiger und Andreas Wellinger die Bronzemedaille. Im Einzelwettbewerb wurde er Zehnter.
Zum Ende der Saison 2024/25 beendete er seine Karriere. Sein letzter Wettbewerb war das Einzelspringen in Lahti am 22. März 2025, das er auf dem 25. Platz beendete.

## Erfolge

### Weltcupsiege im Einzel
| Nr. | Datum           | Ort       | Typ         |
| --- | --------------- | --------- | ----------- |
| 1.  | 8. Februar 2020 | Willingen | Großschanze |

### Weltcupsiege im Team
| Nr. | Datum            | Ort      | Typ         |
| --- | ---------------- | -------- | ----------- |
| 1.  | 21. Januar 2017  | Zakopane | Großschanze |
| 2.  | 19. Januar 2019  | Zakopane | Großschanze |
| 3.  | 25. Januar 2020  | Zakopane | Großschanze |
| 4.  | 29. Februar 2020 | Lahti    | Großschanze |

### Grand-Prix-Siege im Team
| Nr. | Datum          | Ort          | Typ           |
| --- | -------------- | ------------ | ------------- |
| 1.  | 7. August 2015 | Hinterzarten | Normalschanze |

### Continental-Cup-Siege im Einzel
| Nr. | Datum             | Ort  | Typ           |
| --- | ----------------- | ---- | ------------- |
| 1.  | 12. Dezember 2014 | Rena | Normalschanze |

## Statistik

### Weltcup-Platzierungen
| Saison  | Platz | Punkte |
| ------- | ----- | ------ |
| 2014/15 | 38.   | 120    |
| 2015/16 | 23.   | 257    |
| 2016/17 | 22.   | 308    |
| 2017/18 | 18.   | 327    |
| 2018/19 | 11.   | 636    |
| 2019/20 | 06.   | 917    |
| 2021/22 | 22.   | 333    |
| 2022/23 | 28.   | 231    |
| 2023/24 | 23.   | 425    |
| 2024/25 | 42.   | 072    |

### Vierschanzentournee-Platzierungen
| Saison  | Platz | Punkte |
| ------- | ----- | ------ |
| 2014/15 | 14.   | 0931,8 |
| 2015/16 | 20.   | 0807,4 |
| 2016/17 | 08.   | 0911,1 |
| 2017/18 | 13.   | 0954,0 |
| 2018/19 | 03.   | 1014,1 |
| 2019/20 | 10.   | 1037,5 |
| 2021/22 | 11.   | 1021,9 |
| 2022/23 | 26.   | 0712,6 |
| 2023/24 | 21.   | 0849,1 |
| 2024/25 | 52.   | 0230,0 |

### Grand-Prix-Platzierungen
| Saison | Platz | Punkte |
| ------ | ----- | ------ |
| 2013   | 65.   | 020    |
| 2014   | 75.   | 006    |
| 2015   | 33.   | 086    |
| 2016   | 35.   | 075    |
| 2017   | 07.   | 217    |
| 2018   | 26.   | 073    |
| 2019   | 37.   | 054    |
| 2021   | 44.   | 041    |
| 2022   | 40.   | 035    |
| 2023   | 09.   | 166    |
| 2024   | 44.   | 044    |

### Continental-Cup-Platzierungen
| Saison  | Platz | Punkte |
| ------- | ----- | ------ |
| 2008/09 | 148.  | 006    |
| 2009/10 | 067.  | 065    |
| 2010/11 | 132.  | 003    |
| 2011/12 | 048.  | 115    |
| 2012/13 | 024.  | 435    |
| 2013/14 | 031.  | 258    |
| 2014/15 | 005.  | 773    |
| 2016/17 | 065.  | 130    |

### FIS-Cup-Platzierungen
| Saison  | Platz | Punkte |
| ------- | ----- | ------ |
| 2006/07 | 099.  | 028    |
| 2007/08 | 215.  | 015    |
| 2008/09 | 094.  | 054    |
| 2009/10 | 169.  | 019    |
| 2011/12 | 234.  | 007    |
| 2012/13 | 022.  | 161    |
| 2013/14 | 075.  | 080    |
| 2014/15 | 038.  | 136    |

## Auszeichnungen
- 2018 und 2022[11]: Silbernes Lorbeerblatt
- 2019: Sportler des Jahres (Mannschaft), Hessens Sportler des Jahres[12], Nordhessens Sportler des Jahres[13], Sportler des Jahres der WLZ und der HNA[14]